# Рюшегг
Рюшегг (нім. Rüschegg) — громада  в Швейцарії в кантоні Берн, адміністративний округ Берн-Міттельланд.

## Географія
Громада розташована на відстані близько 20 км на південь від Берна.
Рюшегг має площу 57,3 км², з яких на 3% дозволяється будівництво (житлове та будівництво доріг), 41,6% використовуються в сільськогосподарських цілях, 49,7% зайнято лісами, 5,7% не є продуктивними (річки, льодовики або гори).

## Демографія
2019 року в громаді мешкало 1676 осіб (+1,2% порівняно з 2010 роком), іноземців було 3,9%. Густота населення становила 29 осіб/км².
За віковим діапазоном населення розподілялося таким чином: 17,7% — особи молодші 20 років, 58,7% — особи у віці 20—64 років, 23,7% — особи у віці 65 років та старші. Було 799 помешкань (у середньому 2,1 особи в помешканні).
Із загальної кількості 443 працюючих 150 було зайнятих в первинному секторі, 82 — в обробній промисловості, 211 — в галузі послуг.